# Keechelus Lake
Der Keechelus Lake ist ein See im Kittitas County im US-Bundesstaat Washington. Der natürliche See liegt 16 km nordwestlich von Easton und wird durch den Keechelus Dam auf eine Größe von 12,7 km² aufgestaut. Der Abfluss des Sees gilt als Quelle des Yakima River. 
Der Staudamm ist ein Erddamm und wurde vom Bureau of Reclamation als Teil des Yakima Project zur künstlichen Bewässerung erbaut. Der 1916 fertiggestellte Damm ist 39 m hoch und 584 m lang. 
Der Name Keechelus stammt aus einer Indianersprache und bedeutet „fischarm“ im Gegensatz zum Kachess Lake, der „fischreich“ genannt wird. Der See befindet sich im Wenatchee National Forest. Der See ist ein beliebtes Ziel für Wassersportler und Angler. 